# Xã Excelsior, Quận Dickinson, Iowa
Xã Excelsior (tiếng Anh: Excelsior Township) là một xã thuộc quận Dickinson, tiểu bang Iowa, Hoa Kỳ. Năm 2010, dân số của xã này là 158 người.